# Кластерний стан
Кластерний стан у квантовій теорії інформації та теорії квантових обчислень — це різновид сильно заплутаного стану декількох кубітів. Кластерні стани зазвичай створюються у кубітових ґратках із взаємодіями типу Ізінгових. Якщо кластер C — це зв'язна підмножина d-вимірної ґратки, то кластерний стан — це чистий стан кубітів, розташованих на C. Такі стани відрізняються від інших заплутаних станів, наприклад, таких, як стан Ґрінберґера — Горна — Цайлінґера або W-стан, оскільки у випадку кластерного стану важче усунути квантову заплутаність (шляхом проективних вимірювань). Кластерний стан можна представити також як специфічну реалізацію графового стану, де відповідний граф — зв'язна підмножина d-вимірної ґратки. В першу чергу кластерні стани використовуються для математичного опису однобічного квантового комп'ютера.
З формальної точки зору кластерний стан — це квантовий стан, що задовольняє низку рівнянь на власні значення:
{\displaystyle K_{G}^{(a)}{\left|G\right\rangle }=(-1)^{k_{a}}{\left|G\right\rangle },}
де
{\displaystyle K_{G}^{(a)}=\sigma _{x}^{(a)}\bigotimes _{b\in \mathrm {N} (a)}\sigma _{z}^{(b)},}
і {\displaystyle N(a)} позначає окіл {\displaystyle a}.